# Jason Lowe (Fußballspieler)
Jason John Lowe (* 2. September 1991 in Wigan) ist ein englischer Fußballspieler. Er wird überwiegend im rechten Mittelfeld eingesetzt, kann aber auch als Rechtsverteidiger spielen. Derzeit steht er bei Salford City unter Vertrag.

## Karriere

### Blackburn Rovers
Lowe wurde im Alter von 12 in die Jugendakademie des Premier-League-Klubs Blackburn Rovers aufgenommen und in der Folge dort ausgebildet. Im September 2009 unterzeichnete er bereits seinen ersten Profivertrag bei den Rovers, der ihn für zwei Jahre an den Verein band. Nach zwei weiteren Jahren, bei denen er sich regelmäßig im erweiterten Kader der ersten Mannschaft wiederfand, gab er am 8. Januar beim 1:0-Erfolg über die Queens Park Rangers im FA Cup schließlich sein Pflichtspieldebüt. Sein Einstand in der Liga folge bereits eine Woche später, als er in der zweiten Halbzeit gegen den FC Chelsea den verletzten David Dunn ersetzte. Nach diesen Einsätzen sollte Lowe noch in der Wintertransferperiode 2011 an den FC Aberdeen verliehen werden, wurde jedoch letztendlich aufgrund von anhaltenden Verletzungsproblemen diverser Stammspieler in Blackburn gehalten.
Nachdem das Leihgeschäft beendet war, kehrte er in die erste Mannschaft der Blackburn Rovers zurück und wurde in der Folge häufiger in der Premier League eingesetzt. So kam er im September 2011 zu seinem Startelfdebüt gegen den FC Arsenal.

### Oldham Athletic
Nur zwei Monate nach der Entscheidung, Lowe in Blackburn zu halten, wurde schließlich doch ein Leihgeschäft abgeschlossen. Im März 2011 wurde er bis zum Saisonende an den englischen Drittligisten Oldham Athletic verliehen. In den sieben Spielen, die er bei den Latics absolvierte, gelangen ihm für einen Mittelfeldspieler beachtliche zwei Tore.

### Nationalmannschaft
Lowe sollte bereits für die U-19-Nationalmannschaft Englands bei der U-19-Fußball-Europameisterschaft 2009 für sein Land antreten, jedoch wurde sein Einsatz durch eine kurz vor dem Turnier aufgetretene Verletzung verhindert.
Sein Debüt auf internationaler Ebene gab er schließlich für die U-20 Englands im Freundschaftsspiel gegen Frankreich. Im Anschluss nahm er an der U-20-Weltmeisterschaft 2011 in Kolumbien teil und führte die Mannschaft sogar als Kapitän an. England scheiterte im Achtelfinale an Nigeria.
Am 10. Oktober 2011 gab Lowe im Qualifikationsspiel zur U-21 Europameisterschaft 2013 gegen Norwegen sein Debüt für die U-21 Englands.